# Гайнц Герінг
Гайнц Герінг (нім. Heinz Göring; 4 вересня 1907, Вісбаден, Німецька імперія — 29 липня 1944, Погожеля, Генерал-губернаторство) — німецький офіцер, доктор права (1936) гауптман люфтваффе (1 липня 1944).

## Біографія
Син Генріха Герінга, брата Германа Герінга, і його дружини Дори, уродженої Барт. Вивчав юриспруденцію у Вісбаденському університеті. В 1936/37 проходив дійсну службу в 11-й роті 9-го зенітного полку в Мюнстері. 6 березня 1937 року демобілізований. 14 березня 1940 року призваний в армію, командир взводу 1-ї роти 141-го зенітного полку, але вже 1 липня 1940 року переведений командиром взводу в 1-й батальйон полку «Генерал Герінг», потім командував взводом 4-го батальйону. В березні 1942 року одружився з Шарлоттою Зельгоф. З 16 червня 1942 року — командир взводу 2-ї (з 1 жовтня 1942 року — 4-ї) роти запасного батальйону бригади «Герман Герінг». Учасник Німецько-радянської війни. З 27 жовтня 1942 року — командир взводу 8-ї саперної роти запасного полку «Герман Герінг». З 4 грудня 1942 року — командир 11-ї роти запасного навчального полку «Герман Герінг». В 1943 році брав участь у бойових діях в Італії, був поранений. З 26 жовтня 1943 року — ордонанс-офіцер штабу танкового полку «Герман Герінг». 11 березня 1944 року призначений командиром взводу 10-ї роти 3-го батальйону самохідних гармат танкового полку «Герман Герінг», а 11 березня 1944 року очолив всю роту. Був смертельно поранений у бою з радянськими військами, коли його САУ «Ягдпантера» була атакована трьома танками Т-34. Поранений Герінг був взятий в полон і того ж дня помер.

## Нагороди
- Залізний хрест
  - 2-го класу (липень 1941)
  - 1-го класу (серпень 1941)